# Mackenzie river husky

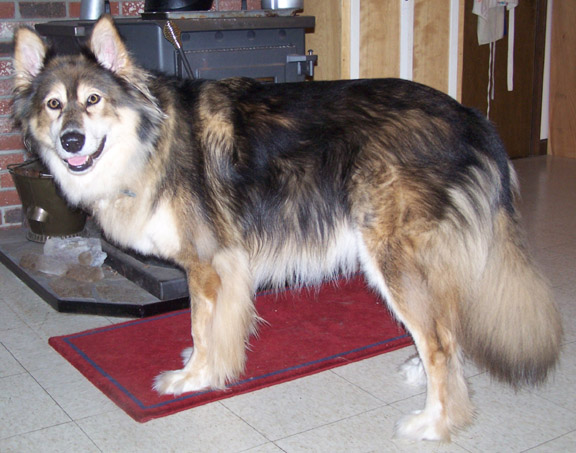
Mackenzie river husky.

Mackenzie river husky används som benämning på vissa hundar, vilka används som brukshundar i Nordamerika.
Dessa hundar har sitt ursprung från, bland annat, områdena kring Old Crow och Mackenziefloden och anses som goda slädhundar. Dessa hundar är av spetshundskaraktär, och deras mankhöjd bör vara 66 till 74 cm, och deras vikt bör ligga mellan 29 och 47 kg.  